# Григорій III (неаполітанський дука)
Григорій III (†березень 870) — неаполітанський дука (864–870), син дуки Сергія I та його дружини Друзи.
У 850 Сергій успішно перетворив владу дуки в Неаполі на спадкову, призначивши свого старшого сина Григорія співправителем. Григорій III був освіченою людиною, багато читав, вільно володів грецькою та латинською мовами.
Його молодші брати відігравали значну роль у житті дукату: Цезар був адміралом, Афанасій — єпископом Неаполя, Стефан — єпископом Сорренто, а пізніше і Неаполя.
У 859 за наказом батька Григорій і Цезар очолили об'єднане військо Неаполя, Салерно та Амальфі, повівши його на Капую, де її правитель Ландо I лежав паралізований. Проте, його син Ландо II зумів перемогти супротивника, який переважав його військо чисельно. Цезар разом з 800 воїнами був захоплений у полон капуанцями.
Сергій перед смертю наказав своєму синові Сергієві II прислухатись до порад дядька єпископа Стефана, що був довіреною особою імператора Священної Римської імперії Людовика II та папським легатом. У 867 Григорій визнав сюзеренітет Візантії та почав карбувати монети з профілем візантійського імператора.